# New Masters
New Masters es el segundo álbum de estudio del cantautor británico Cat Stevens, publicado en diciembre de 1967 por Deram Records. New Masters generó poco interés, fallando en ingresar en las listas de éxitos del Reino Unido y Estados Unidos. El sencillo "Kitty"/"Blackness of the Night" apenas pudo ubicarse en la posición n.º 47 en las listas.

## Lista de canciones
Todas compuestas por Cat Stevens.

Todas las canciones escritas y compuestas por Cat Stevens. 
| N.º | Título                          | Duración |  |
| 1.  | «Kitty»                         | 2:23     |  |
| 2.  | «I'm So Sleepy»                 | 2:23     |  |
| 3.  | «Northern Wind»                 | 2:51     |  |
| 4.  | «The Laughing Apple»            | 2:39     |  |
| 5.  | «Smash Your Heart»              | 3:02     |  |
| 6.  | «Moonstone»                     | 2:18     |  |
| 7.  | «The First Cut Is the Deepest»  | 3:03     |  |
| 8.  | «I'm Gonna Be King»             | 2:30     |  |
| 9.  | «Ceylon City»                   | 2:29     |  |
| 10. | «Blackness of the Night»        | 2:31     |  |
| 11. | «Come on Baby (Shift That Log)» | 3:52     |  |
| 12. | «I Love Them All»               | 2:12     |  |

## Créditos
- Cat Stevens – voz, guitarras, teclados
- Chris Hunt – batería
- Herbie Flowers – bajo
- Arthur Greenslade, Lew Warburton, Ivor Raymonde – dirección musical